# 東島誠
東島 誠（ひがしじま まこと、1967年1月 - ）は、日本の歴史学者。立命館大学教授。1999年、『公共圏の歴史的創造――江湖の思想へ』により博士（文学）（東京大学）。

## 経歴
大阪府出身。東大寺学園高校卒業。1990年、東京大学文学部卒業。1992年、同大学院人文科学研究科修士課程修了。1999年、同大学院人文社会系研究科博士課程修了。
もともとの専門は中世史であるが、『〈つながり〉の精神史』のように近世・近代史を主とした著作でも知られる。また著作での引用文献は社会学から哲学まで幅広く、音楽評論も手がける。『朝日新聞』の取材に対し、他分野との境目を歩いていると自認しつつ、史料などあくまで素材の説得力で勝負する、とも答えている。
東京大学史料編纂所研究機関研究員、2003年聖学院大学人文学部助教授、2009年同教授を経て2016年より立命館大学文学部教授。

## 著書
- 『公共圏の歴史的創造――江湖の思想へ』（東京大学出版会、2000年）
- 『自由にしてケシカラン人々の世紀』（講談社選書メチエ、2010年）
- 『〈つながり〉の精神史』（講談社現代新書、2012年）
- 『「幕府」とは何か 武家政権の正当性』（NHKブックス、2023年）

## 共著
- 『日本の起源』（與那覇潤との共著、太田出版atプラス叢書、2013年）